# Морская миля
Морска́я ми́ля — единица измерения расстояния, используемая в мореплавании и авиации. По современному определению, принятому на Международной гидрографической конференции в Монако в 1929 году, международная морская миля (International Nautical Mile) равна ровно 1852 метрам.

## История
Первоначально морская миля определялась как длина дуги большого круга на поверхности земного шара размером в одну угловую минуту. Таким образом, перемещение на одну морскую милю вдоль меридиана примерно соответствует изменению географических координат на одну минуту широты.
Поскольку Земля на самом деле имеет форму не шара, а приплюснута с полюсов (форма Земли называется геоидом), одна минута меридиана соответствует примерно 1862 м на полюсе и 1843 м на экваторе (в среднем около 1852 м).
Морская миля не является единицей СИ, однако, по решению Генеральной конференции по мерам и весам, её использование допускается, хотя и не рекомендуется. Общепринятого обозначения не существует; иногда используются сокращения «NM», «nm» или «nmi» (от англ. nautical mile). Следует отметить, что сокращение «nm» совпадает с официально принятым обозначением нанометра.
Международная морская миля = 10 кабельтовых = 1/3 морской лиги.
Морская миля Великобритании до перехода к международной системе (до 1970 года) составляла 6080 футов (1853,18 метра). К одной британской сухопутной миле (5280 футов) было добавлено 800 футов, и получилась длина морской мили (Admiralty Mile) — 6080 футов.
Морская миля США до перехода к международной системе (до 1954 года) составляла 6080,20 фута (1853 метра).

## Практическое применение
1. Международная морская миля и её дробная часть — кабельтов — являются единственными мерами расстояний, используемыми в практической навигации. Так как одна морская миля равна одной минуте широты, а боковые стороны морских навигационных карт градуируются в градусах и минутах, при использовании мили как единицы расстояния нет необходимости перевода расстояния, измеренного на карте, в другие единицы измерения.
2. Во всех международных морских документах, где есть требования, связанные с расстояниями (СОЛАС, МАРПОЛ, МППСС и др.), все расстояния указываются в морских милях.
3. Во всех[уточнить] навигационных приборах, где требуется определение расстояния (радары, GPS-приёмники, АИС и др.), все расстояния также указываются в морских милях.